# Susana Prieto
Susana Prieto Rodríguez (13 de julio de 1962 en Puebla de Sanabria, Zamora) es una guionista y escritora española cuyas creaciones han alumbrado numerosas series populares de la televisión. 
Su infancia recorriendo Centroamérica y la posterior residencia en Guatemala en pleno conflicto civil, marcaron su forma de escribir e imaginar un mundo mágico y entramado donde las personas y los paisajes se funden poderosamente. Sus comienzos en el sector de la producción cinematográfica y televisiva le aportaron una experiencia útil para el desarrollo posterior como guionista.

## Biografía
Susana Prieto abandonó la región fronteriza de Sanabria a los 6 años para adentrarse en la selva centroamericana, donde su padre trabajó como geólogo durante dos décadas. En 1974 se estableció en Guatemala donde realizó sus estudios secundarios en el Colegio Monte María y posteriormente secretariado bilingüe en el colegio Poole Trennert. Poco después regresó a España donde intentó continuar sus estudios en la Universidad. La ruptura de las relaciones diplomáticas entre los dos países, debido al conflicto civil y a la toma de la Embajada española, impidió la convalidación de sus estudios y realizó la diplomatura en Relaciones Públicas.

## Desarrollo profesional
El salto al mundo del cine llegó gracias a la película Los señores del acero, de Paul Verhoeven (1985) en la que participó como coordinadora de producción y donde conoció al productor Carlos Orengo, posteriormente su esposo. Durante doce años fue asistente de producción en películas nacionales e internacionales como La rapsodia de los cuatreros (1984) de Hugh Wilson, Solarbabies (1985) de Alan Johnson, Werther (1986) de Pilar Miró, Las aventuras del Barón Munchausen (1987) de Terry Gilliam, La casa de Bernarda Alba (1987) de Mario Camus, El retorno de los mosqueteros (1988) de Richard Lester y las películas de Manuel Gómez Pereira Salsa rosa (1991) y ¿Por qué lo llaman amor cuando quieren decir sexo? (1992), entre otras.

Posteriormente ocupó diversas responsabilidades en televisión, desde ayudante de producción hasta adjunta a la producción ejecutiva en diversos concursos, programas de entretenimiento y difusión cultural.

Participando en la coordinación operativa de los guiones de la miniserie De tal Paco tal astilla (1997), el dramaturgo Fermín Cabal, le propuso participar en el proyecto de El caimán despierta sobre la Cuba del 98, iniciando una labor de guionista que completaría con diferentes cursos en la ECAM y que le llevaría a participar en numerosas series de televisión y largometrajes.
En 1999 participó como guionista en las películas Leyenda de fuego de Roberto Lázaro y Tiempos de azúcar de Juan Luis Iborra. En 2000 desarrolló como coguionista las películas de TV, La madre de mi marido, de Francesc Betriu y Otra ciudad, de César Martínez Herrada, que recibió los premios de la Academia de Televisión a la mejor TV Movie  y el Premis Tirant de Cine del diario Levante EMV.

En el año 2000 se hizo cargo del departamento de desarrollo de proyectos de Europroducciones con Juan Luis Iborra, escribiendo El secreto, la primera serie de ficción de la productora. Desde Europroducciones y durante una década participó en sucesivas series: La verdad de Laura (2002), Luna negra (2003), Obsesión (2005), y C.L.A. No somos ángeles (2006/7).
Su trabajo con otras productoras le permitió desarrollarse como escaletista y con Lalola (2008), serie de Zebra Producciones, llegó a conseguir hasta dos millones de espectadores. También creó la biblia y escaletas de El secreto de Puente Viejo, la serie que emitió Antena 3 desde 2011 hasta 2020; Homicidios, emitida por Telecinco en 2011; Gavilanes (2010/11); Arrayán (2009) en Canal sur; HKM (2008), en Cuatro y Sin tetas no hay paraíso (2009). En 2004 se estrenó como profesora de Guion y Narrativa Cinematográfica en la Universidad Europea de Madrid (UEM).

Su carrera como guionista de cine y televisión le llevó hasta la novela, y junto a Lea Vélez escribió las novelas El desván (2003),  que sigue el hilo argumental de la serie de televisión Luna negra,  y La esfera de Ababol (2005), ambas best sellers.  En 2009 la obra de teatro Tiza, coescrita por ambas guionistas, recibió el Premio Internacional de Teatro Agustín González para Autores Noveles.

## Obra

### Televisión
- La Promesa serie diaria para TVE. Argumento y Coordinación de Guion. Bambú Producciones. Estreno: 12 de enero de 2023.  Actualmente en emisión.  Emmy International Award a la Mejor Telenovela 2024.
- L'Alqueria Blanca para A'Punt. Lola Cinema. Argumento y guion. 1ª temporada serie diaria, 130 capítulos. 2022
- Desconocidas serie primetime para Canal Sur y A'Punt. Guionista. 1ª temporada, 13 episodios. 2021
- El secreto de Puente Viejo Boomerang TV para A3 (37 temporadas/ 2325 episodios: biblia y escaletas, 2010-2020[16]audiencias[17]).
- Homicidios (primera temporada/13 episodios: creación del arco de tramas de toda la serie y guionista de tres episodios) 2011.
- Gavilanes (dos temporadas/26 episodios : argumento y guiones de la 2ª temporada) 2010-11.
- Sin tetas no hay paraíso (tres temporadas/43 episodios: desarrollo de 15 episodios: 3ª temporada: mapa de tramas y guiones) 2009.
- Arrayán (treinta temporadas/2.400 episodios, desarrollo de la serie en 24ª y 25ª temporadas: escaletas) 2009-2010.[18]
- HKM (una temporada/85 episodios: dialoguista) 2008.
- Lalola (Una temporada de 160 episodios: coordinación de escaletas y escaletista.) 2008-2009.
- Amores cruzados Coproducción colombo-mexicana. (Historia Original coescrita con Luis Felipe Salamanca). 2006.
- C.L.A. No somos ángeles (57 episodios: idea original, coordinación y escaletas) 2006-2007.
- Obsesión (167 episodios: idea original, coordinación y guiones; adjunta a la producción ejecutiva) 2004-2005
- Luna negra (194 episodios: idea original, coordinación y guiones; adjunta a la producción ejecutiva) 2003-2004.
- La verdad de Laura (129 episodios: argumento, coordinación y guiones) 2002.
- El secreto (197 episodios: adaptación, coordinación y guiones) 2001.
- Otra ciudad (coguionista TV movie ) 2000.
- La madre de mi marido (coguionista telefilme) 1999.
- De tal Paco tal astilla (coguionista miniserie) 1996.

### Cine
- Leyenda de fuego (coguionista) 1999.
- Tiempos de azúcar (coguionista) 1999.

### Novela
- Susana Prieto y Lea Vélez, El desván, Plaza y Janés, Barcelona 2003. ISBN 9788401335051.
- — La esfera de Ababol, Planeta, Barcelona, 2005. ISBN 9788408060987.

### Teatro
- Susana Prieto y Lea Vélez, Tiza, 2005. Estrenada el 27 de enero de 2018 por la JOVEN COMPAÑÍA OTEYZA en el Teatro El Castillo.
- TIZA llega a Madrid a los Teatros Luchana el 6 de abril de 2018, a cargo de la JOVEN COMPAÑÍA OTEYZA; permaneciendo en cartel hasta junio de 2019.
- En julio de 2019 TIZA inicia su gira internacional representándose en GUATEMALA, en el Teatro Dick Smith (IGA) en julio de 2019.

## Premios
- I Premio Internacional de Teatro Agustín González para Autores Noveles a la obra de teatro Tiza de Susana Prieto y Lea Vélez, 2009.